# Dienstonderscheiding
Een Dienstonderscheiding (Duits: "Dienstauszeichnung") is een onderscheiding voor trouwe en langdurige dienst als officier of soldaat maar in sommige gevallen ook voor jubilea in de ambtelijke sfeer.
De dienstonderscheidingen van de Duitse staten volgden het voorbeeld van de Onderscheiding voor Trouwe Dienst in Pruisen met eenvoudige kruizen pattée en gespen op een kort stukje lint, de zogenaamde "schnalle".
In Nederland werden de dienstonderscheiding en het Onderscheidingsteken voor Langdurige Dienst als officier oftewel Jeneverkruis naar het voorbeeld van de Duitse dienstonderscheidingen ingesteld.
Andere Nederlandse dienstonderscheidingen zijn: 
- Het Onderscheidingsteken voor Langdurige Dienst als officier der Schutterij 1851-1901
- Het Onderscheidingsteken voor Langdurige Dienst als Officier bij de Marine Stoomvaartdienst 1905-1949
- Het Onderscheidingsteken voor Langdurige Dienst als Officier der Koninklijke Marine Reserve 1896-1926
- Het Onderscheidingsteken voor Langdurige, Eerlijke en Trouwe Dienst dat aan onderofficieren wordt uitgereikt.

In andere staten
- De Dienstonderscheiding van het Koninkrijk Saksen.
- De Dienstonderscheiding van Leger en Marine (Duits: Dienstauszeichnung für Heer und Marine) van Nazi-Duitsland